# 리얼 바웃 아랑전설
《리얼 바웃 아랑전설》은 일본 개발사 SNK가 제작한 1995년 아케이드 대전 격투 게임이다. 《아랑전설》 시리즈 다섯 번째 게임으로 1995년 초에 출시했던 《아랑전설 3》의 후속작이며, 자사의 아케이드 기판 네오지오로 개발됐다. 서양 지역에선 《리얼 바웃 페이탈 퓨리》라는 제목으로 발매됐다.
《아랑전설 3》에서 도입한 3라인 시스템을 이어받았으나, 4버튼 공격 게임플레이에서 버튼 하나를 라인 이동에 할애하고 나머지 3버튼으로 공격하는 조종 방식을 선보였다. 또한 일반 공격 및 필살기를 할수록 차오르는 '파워 게이지'가 생겨 게이지 상태에 따라 강력한 공격을 하는 초필살기를 시전할 수 있게 됐다. 또한 대전 중에 벽이 부숴지면서 상대방이 스테이지를 벗어나면 그 라운드를 승리하는 '아웃 오브 바운드'도 등장했다.
1995년 12월 21일 아케이드로 처음 출시된 후, 가정용 네오지오 콘솔 및 네오지오 CD로 이식판이 발매됐다. 또한 세가 새턴 이식판이 1996년 9월, 플레이스테이션 이식판이 1997년 1월에 각각 발매됐다. 아케이드판의 경우 플레이스테이션 2로 발매된 합본 《아랑전설 배틀 아카이브스 Vol. 2》에 수록됐으며 버추얼 콘솔을 포함한 다양한 디지털 플랫폼으로 재발매됐다.

## 등장인물
- 테리 보가드
- 앤디 보가드
- 조 히가시
- 시라누이 마이
- 모치즈키 소카쿠
- 밥 윌슨
- 혼푸
- 블루 마리
- 프랑코 바쉬
- 진충레이
- 진충슈
- 김갑환
- 덕 킹
- 야마자키 류지
- 빌리 칸
- 기스 하워드

## 반응
일본 잡지 게임 머신 1996년 2월 1일자에서 《리얼 바웃 아랑전설》을 당시 네 번째로 인기있는 아케이드 게임으로 선정했다. 패미통에 따르면 발매 첫 주에 네오지오 AES판과 네오지오 CD판이 각각 22,750장, 63,091장의 판매량을 기록했다.

## 참조
1. ↑  일본어: リアルバウト餓狼伝説
2. ↑  영어: Real Bout Fatal Fury